# 史賓沙 (美國公司)
史宾沙（英語：Spencer Stuart）是一家美国猎头和招聘公司。

## 历史
1956年创建于美国芝加哥。 目前在30个国家地区设有57个办事处。